# فارس العرب
فارس العرب هو عند البلغاء أن يؤتى بألفاظ عربية لأهل الترسل بدون أن يخالطها كلمات فارسية تكون تتمة لكلام مقدمته فارسية، ولكن نهايته كلمات عربية. وهذا النوع من الصنائع الأدبية من مخترعات الشاعر أمير خسرو دهلوي. وقد جاء في إعجاز خسرو: «آمده است كه نهايت مقدمات بى ترتيب تمام شود ممكن نشد مثالش اين رقعه بحضرت عاليه كبير كريم عادل مجاهد مقسط غازى عزّ الدولة والدين عضد الإسلام والمسلمين زاد الله نصفته مخلص قديم حميد قريشي مبلغ خدمات وافره وادعيه متواتره بالغا ما بلغ وتمني تقبيل ركاب دولت كان فوق البيان والرقم وبفضل بارى عمت نعماؤه امور مقارن انتظام واحوال احباء بخير متصل واعزّه بضمان سلامت.»